# Adrien Truffert
Adrien Lilian Gaëtan Truffert (Liège, 20 de novembro de 2001) é um futebolista francês que atua como lateral-esquerdo. Atualmente joga pelo Bournemouth.

## Carreira

### Rennes
Em 28 de maio de 2020, Truffert assinou seu primeiro contrato profissional com o Rennes. Estreou-se pelo clube em 19 de setembro de 2020, contra o Monaco. Ele entrou como substituto de Faitout Maouassa aos 41 minutos, deu uma assistência e marcou o gol da vitória em sua estreia.

## Carreira internacional
Ele fez sua estreia internacional pela França no nível sub-19 em 9 de outubro de 2019, contra a Inglaterra Sub-19.
Em 20 de setembro de 2022, Truffert foi convocado pela primeira vez para a seleção francesa para duas partidas da Liga das Nações da UEFA, substituindo o lesionado Lucas Digne.

## Vida Pessoal
Truffert nasceu na Bélgica, filho de pais franceses, e voltou para a França ainda jovem.

## Títulos
França sub-23
- Jogos Olímpicos: 2024 (medalha de prata)